# Дьёлуар
Дьёлуа́р (фр. Dieulouard) — коммуна во французском департаменте Мёрт и Мозель, региона Лотарингия. Центр одноимённого кантона.

## География
Дьёлуар расположен между Понт-а-Муссоном и Нанси на левом берегу реки Мозель. Соединён с Нанси и Мецем автодорогами (A31, N57) и железной дорогой (TER). Национальная дорога N411 соединяет его с Тулем.
Дьёлуар — французская столица бергамота, который выращивается на окраине города.

## Демография
Население коммуны на 2010 год составляло 4558 человек.
| 1962 | 1968 | 1975 | 1982 | 1990 | 1999 | 2010 |
| ---- | ---- | ---- | ---- | ---- | ---- | ---- |
| 4854 | 5332 | 5372 | 5212 | 4903 | 4771 | 4558 |

## История
Город основан, вероятно, ещё во времена римского владычества. В Раннее Средневековье известен под названием Скарпон (или Шарпень). В IX веке стал центром одноимённого графства. Город неоднократно подвергался опустошениям. В 1552 году, вместе с окрестными землями, был присоединён к Французскому королевству.

## Достопримечательности
- Замок Дьёлуар — средневековый замок, сооружённый в Дьёлуаре в конце X века. Исторический памятник с 1927 года.